# Japán számok
A japán számok rendszere írásilag teljes egészében a kínai számokon alapszik, a számok csoportosítása szintén a tradicionális 10000-es csoportosítást követi. A japán nyelvben a számoknak kétfajta kiejtésük, olvasatuk van: az egyik az on'jomi, a másik a kun’jomi olvasat.

## A japán számolás alapjai
Japánban a számok írásának két módja van: hindu-arab számok (1, 2, 3) és kínai számok (一, 二, 三) használata. A hindu-arab számokat gyakrabban használják vízszintes írás esetén, míg a kínai számok használatát függőleges írás esetén részesítik előnyben.
A legtöbb számnak két olvasata van. Az egyik a kínaiból származtatott olvasat, melyet tőszámok esetén használnak, a másik a hagyományos japán olvasat sorszámnevek esetére. Habár vannak kivételek (ld. alul), amikor a japán olvasatot részesítik mindkét esetben előnyben.
| Számok  | Kanjik   | Előnyben részesített olvasat | On'olvasat             | Kun'olvasat                   |
| ------- | -------- | ---------------------------- | ---------------------- | ----------------------------- |
| 0       | 零 / 〇* | zéro                         | rei / れい             | zéro / ゼロ                   |
| 1       | 一       | ics                          | icsi / いち            | hito(cu) / ひと・つ           |
| 2       | 二       | ni                           | ni, dzsi / に, じ      | futa(cu) / ふた・つ           |
| 3       | 三       | szan                         | szan / さん            | mi(ccu) / み・っつ            |
| 4       | 四       | csi                          | si / し                | jon, jo(ccu) / よん、よ・っつ |
| 5       | 五       | go                           | go / ご                | icu(cu) / いつ・つ            |
| 6       | 六       | rok                          | roku / ろく            | mu(ccu) / む・っつ            |
| 7       | 七       | nana                         | sicsi / しち           | nana(cu) / なな・つ           |
| 8       | 八       | hacsii                       | hacsi / はち           | ja(ccu) / や・っつ            |
| 9       | 九       | kjú                          | kjú, ku / きゅう, く   | kokono(cu) / ここの・つ       |
| 10      | 十       | dzsú                         | dzsú / じゅう          | tó / とお                     |
| 20      | 二十     | ni-dzsú                      | ni-dzsú / にじゅう     | hata(csi) / はた・ち          |
| 30      | 三十     | szan-dzsú                    | szan-dzsú / さんじゅう | miszo / みそ                  |
| 100     | 百       | hjaku                        | hjaku / ひゃく         | (momo / もも)                 |
| 1000    | 千       | szen                         | szen / せん            | (csi / ち)                    |
| 10 000  | 万       | man                          | man / まん             | (jorodzu / よろず)            |
| 100 000 | 億       | oku                          | oku / おく             | -                             |
| 1 000   | 兆       | csó                          | csó / ちょう           | -                             |
| 10 000  | 京       | kei                          | kei / けい             | -                             |

* A 0 egyik speciális olvasata, a maru, ami „kör”t jelent. Ezt az olvasatot csak akkor használják, amikor több arab szám követi egymást, de nem egy számnak olvassuk őket. Példa a híres 109-es bolt Sibuja, Tokióban, amit icsi-maru-kjú-ként ejtünk ki, ami a Tokju áruház – mely az épületet is birtokolja - nevén alapuló szójáték.
Amikor csak annyi szerepel, hogy 万, vagyis semmilyen más arab szám nem előzi meg, akkor a szám – (icsi)-vel kezdődik. Tehát a 100 csak 百 hjaku, az 1000 csak 千 szen, de a 10000 már 一万 icsiman, nem pedig csak man. Valamint ha a 千 szen-t közvetlenül követi a tízezres szám kandzsija, akkor a 千 szen előtt megjelenik az 一 (icsi), és 一千 isszen lesz belőle. Tehát a 10.000.000-t 一千万 isszenman-nak mondjuk. De ha a 千 szen-t nem követi közvetlenül a tízezres kandzsi, vagy ha a szám 2000-nél kisebb, akkor a千 szen előtti 一 (icsi) használata opcionális. Tehát a 15.000.000 olvasata 千五百万 szengohjakuman vagy一千五百万 isszengohjakuman, valamint az 1,500 千五百 szengohjaku vagy 一千五百 isszengohjaku-ként is helyes.
A 4-es és a 9-es szám közismerten balszerencsés szám Japánban: a 4 (si) kiejtésileg nagyon hasonlít a halál (死?) szó japán megfelelőjére; a 9-es szám ku kiejtése pedig homonímiája a szenvedés (苦?)szónak. Lásd tetrafóbia. A 13-as szám is balszerencsés, bár ez inkább csak a Nyugattól átvett hiedelmek egyike (triszkaidekafóbia).
A modern japán nyelvben a tőszámok kiolvasásánál az on'olvasatot használják, kivéve a 4-nél és a 7-nél, ahol tiszteletből a jon és a „nana” kiejtést részesítik előnyben. Alternatív olvasatukat inkább a hónapok neveinél, a hónapok napjainál, valamint egy-két kifejezésnél alkalmazzák. Például a 4,79 tizedes szám mindig jon-ten nana kjú –ként olvasandó, míg az április, július és szeptember hónapokat tiszteletből si-gacu (4. hónap), sicsi-gacu (7. hónap), és ku-gacu (9. hónap)-nak nevezik.
A többi szám az alábbi elemek kombinációjából keletkezik:
- a tízes számok 20-tól 90-ig: (szám) – dzsú
- százas számok 200-tól 900-ig: (szám)- hjaku
- ezres számok 2000-től 9000-ig: (szám) – szen
- továbbá a tízes számok 30-tól 90-ig kun'olvasat esetén (szám)-szo-ra módosulhatnak, ahol a „szám” –nak is a kun olvasatát használjuk: miszo (30), joszo (40), iszo (50), muszo (60), nanaszo (70), jaszo (80), kokonoszo(90)

További variációk lehetségesek, például az 50-nél az i – prefixum a dzsi- suffixummal. Akárhogy is, ezek az olvasatok a mai modern Japánban már nem annyira használatosak.
A hosszabb számoknál való fonetikai változások, mind kiejtési, mind mássalhangzó duplázás szempontjából tipikusak Japánban: pl.: roku (hat) és hjaku (száz) együtt roppjáku (hatszáz).
| ×      | 1     | 2       | 3         | 4        | 5       | 6        | 7         | 8        | 9        | 10        | 100       | 1000      |
| ------ | ----- | ------- | --------- | -------- | ------- | -------- | --------- | -------- | -------- | --------- | --------- | --------- |
| 100    | hjaku | nihjaku | szanbjaku | jonhjaku | gohjaku | roppjaku | nanahjaku | happjaku | kjúhjaku | -         | -         | -         |
| 1000   | szen  | niszen  | szanzen   | jonszen  | goszen  | rokuszen | nanaszen  | hasszen  | kjúszen  | -         | -         | -         |
| 1 000  | icsó  | nicsó   | szancsó   | joncsó   | gocsó   | rokucsó  | nanacsó   | hacsó    | kjúcsó   | dzsuccsó* | hjakucsó  | isszencsó |
| 10 000 | ikkei | nikei   | szankei   | jonkei   | gokei   | rokkei   | nanakei   | hakkei   | kjúkei   | dzsukkei* | hjakkei** | isszenkei |

* Ez a tízes többszörösökre is vonatkozik. Végződés változás -dzsú-ról -dzsuccsó vagy -dzsukkei-re.

** Ez a százas többszörösökre is vonatkozik. Végződés változás -ku-ról -kkei-re.

A nagy számoknál a különböző elemeket összevonják, hogy hosszú számokból a kisebbeket alkossanak, valamint a nulla is csak „rejtetten” van jelen.
| szám | kandzsi    | olvasat                 |  |
| ---- | ---------- | ----------------------- |  |
| 11   | 十一       | dzsú icsi               |  |
| 17   | 十七       | dzsú nana, dzsú sicsi   |  |
| 151  | 百五十一   | hjaku go-dzsú icsi      |  |
| 302  | 三百二     | szan-bjaku ni           |  |
| 469  | 四百六十九 | jon-hjaku roku-dzsú kjú |  |
| 2025 | 二千二十五 | ni-szen ni-dzsú go      |  |

## A 10 hatványai

### Nagy számok
A japán számok - a kínai hagyományokat követve - tízezresével vannak csoportosítva.
| Számok  | 104 | 108 | 1012 | 1016 | 1020 | 1024     | 1028 | 1032 | 1036 | 1040 | 1044 | 1048 | 1052 vagy 1056 | 1056 vagy 1064 | 1060 vagy 1072 | 1064 vagy 1080 | 1068 vagy 1088 |
| Kandzsi | 万  | 億  | 兆   | 京   | 垓   | 𥝱, 秭   | 穣   | 溝   | 澗   | 正   | 載   | 極   | 恒河沙         | 阿僧祇         | 那由他/那由多  | 不可思議       | 無量大数       |
| Olvasat | man | oku | csó  | kei  | gai  | dzso, si | dzsó | kó   | kan  | szei | zai  | goku | gógasa         | asógi          | najuta         | fukasigi       | murjótaisú     |

A Dzsinkókinak, Japán legrégebbi matematikai szövegének, is több variációja van. Az első kiadás 1627-ben jelent meg. Sok hibát tartalmazott, melyeknek legtöbbje az 1631-es kiadásban ki lett javítva. 1634-ben újra kiadták, további szabályokat megváltoztatva.
Például: (a számjegyek négyesével való csoportosítása)
- 1 0000 一万 (icsi-man)
- 983 6703 九百八十三万 六千七百三 (kjú-hjaku hacsi-dzsú szan man, roku-szen nana-hjaku szan)
- 20 3652 1801 二十億 三千六百五十二万 千八百一 (ni-dzsú oku, szan-zen rop-pjaku go-dzsú ni-mán, szen hap-pyaku icsii')

A hindu-arab számok hármasával vannak csoportosítva, vesszővel elválasztva. Ha a hindu-arab számok és a kandzsik vegyesen szerepelnek egy helyen, akkor a Nyugatra jellemző hármas csoportosítás van előnyben (10000-nél kisebb számok esetén). Pl.: 2,500万 = 25,000,000
A japán nyelvben a nulla mindig a tízes egyik hányadosaként szerepel. Vagyis 4002 = 四千二 (Ellentétben a kínai nyelvvel, ahol a nulla megjelenésekor a 零 hanzit használják.) Olvasáskor a nulla 'tobi' (飛び) vagy tonde (飛んで) kiejtésben is megjelenhet, a szám hiányát jelezve. Például: jon-szen tobi ni vagy jon-szen tonde is használható a jon-szen ni helyett.

### Tizedes törtek
A japán nyelvben a tizedes számok rendszerének két fajtája van. Ezek a rendszerek ma már csak néhány esetben használatosak, mint például a baseball játékosok lövő- és erőátlagánál, a csapatok százalékos nyerési esélyénél, néhány köznyelvi kifejezésnél (pl.: „五分五分の勝負 "50-50% esély"), valamint amikor kedvezményekről és arányokról beszélünk.
Az egyik rendszer:
| Számok  | 10−1 | 10−2 | 10−3 | 10−4 | 10−5 | 10−6 | 10−7 | 10−8 | 10−9  | 10−10 |
| Kanji   | 分   | 厘   | 毛   | 糸   | 忽   | 微   | 繊   | 沙   | 塵    | 埃    |
| Olvasat | bu   | rin  | mó   | si   | kocu | bi   | szen | sa   | dzsin | ai    |

Ezt a rendszert általában a hagyományos Japán mértékegységrendszerrel együtt alkalmazzák. Sok név az „ahogy van” kifejezésnek felel meg, ezzel reprezentálva a saku tizedeseit.
A másik rendszer, amit kedvezmények és arányok esetében használnak, egy úgynevezett „leváltás” módszerrel együtt jelenik meg, ahol a bu egyszáz lesz (és így tovább), valamint a tizedes mértékegysége a wari lesz.
| Számok  | 10−1 | 10−2 | 10−3 | 10−4 | 10−5 |
| Kanji   | 割   | 分   | 厘   | 毛   | 糸   |
| Olvasat | wari | bu   | rin  | mó   | si   |

Ez gyakran jelenik meg áraknál, például:
- 一割五分引き (icsi-wari go-bu biki): 15% kedvezmény
- 打率三割八分九厘 (daricu szan-wari hacsi-bu kjú-rin): lövő átlag:389

A wari kivételével ezek ritkán jelennek meg a mindennapi életben. A tizedes számok vagy kandzsival vannak írva (függőlegesen) vagy hindu-arab számokkal (vízszintesen), a tizedes számok funkciójától függően. A 42,195 km: 四十二・一九五 キロメートル példa esetében a „tízesek ereje” részesül előnyben, míg egy másik példában: 50,04%: 五〇・〇四 パーセント, a mértani értékrendszer szabályai érvényesülnek. Mindkét esetben az olvasás a hagyományos japán rendszert követi. (jon-dzsú ni-ten icsi-kjú go kiromētoru = 42,195 km; go dzsu-tten rei-jon pāsento= 50,04%)

## Formális számok
Akárcsak a kínaiban, a japán nyelvben is létezik a kandzsiknak egy olyan elkülönített része, melyek csak számok írása esetén fordulnak elő. Ezek a dáidzsik (大字), melyeket jogi és pénzügyi dokumentumoknál használnak, megakadályozva, hogy illetéktelen személyek megváltoztassák a számokat. Például, hogy egyből kettőt csináljon, vagy kettőből hármat. A japán formális számok megegyeznek a kínai formális számokkal, egy-két változtatástól eltekintve. Ma már a formális számok közül csak az egyet, a kettőt, a háromat és a tízet használják jogi dokumentumoknál (mivel a számok 4-től 9-ig megegyeznek a mindennapokban használtakkal, valamint a 100, 1000 és 10000 is ugyanaz). Ezek azok számok, melyeknek a formáját meg lehet változtatni, hogy magasabb értékeket kapjunk (az 1-ről és 2-ről már volt szó, a 3-at meg lehet változtatni úgy, hogy 5 legyen, a 10-et úgy, hogy 1000). Néhány esetben az 1-es szám félreérthetetlenül így van írva: 壱百壱拾 (110) ellentétben a 百十 jelöléssel.
| Szám  | Általános | Formális      | Formális         |
| Szám  | Általános | Mai használat | Régies használat |
| ----- | --------- | ------------- | ---------------- |
| 1     | 一        | 壱            | 壹               |
| 2     | 二        | 弐            | 貳               |
| 3     | 三        | 参            | 參               |
| 4     | 四        | 四            | 肆               |
| 5     | 五        | 五            | 伍               |
| 6     | 六        | 六            | 陸               |
| 7     | 七        | 七            | 柒, 漆           |
| 8     | 八        | 八            | 捌               |
| 9     | 九        | 九            | 玖               |
| 10    | 十        | 拾            | 拾               |
| 100   | 百        | 百            | 佰               |
| 1000  | 千        | 千            | 阡, 仟           |
| 10000 | 万        | 万, 萬        | 萬               |

A mai japán 1000, 2000, 5000 és 10000 jenes bankjegyeken tiszteletből a formális számok szerepelnek. (千, 弐千, 五千 és 壱万)

## Számok a régi japán nyelvben
A japán nyelv - akárcsak a többi nyelv - fejlődik, új szavak keletkeznek, a régiek feledésbe merülnek. Például van pár olyan számnév, melyek ma már egyáltalán nem (vagy csak nagyon ritkán) használatosak.
| Szám | Olvasat    | Példák | Jegyzet |
| ---- | ---------- | --- | --- |
| 1    | hi1to2     | hi1to2ka (1 nap), hi1to2to2sze (1 év)                                                                       | |
| 2    | futa       | futajo1 (2 éjszaka)                                                                                         | |
| 3    | mi1        | mi1szo1 (30)                                                                                                | |
| 4    | jo2        | jo2so1 (40), jo2tari (4 ember)                                                                              | |
| 5    | icu        | icuto2sze (5 év)                                                                                            | |
| 6    | mu         | mucuma (6 karom)                                                                                            | |
| 7    | nana       | nanasze (zuhatagok)                                                                                         | Gyakran jelenti a „sok” szót.                                                                                   |
| 8    | ja         | jakumo1 (felhők)                                                                                            | Gyakran jelenti a „sok” szót.                                                                                   |
| 9    | ko2ko2no2  | ko2ko2no2hasira (9 nemes/isten)                                                                             | |
| 10   | to2/ to2wo | to2woka (10 nap)                                                                                            | |
| 10   | so1        | mi1szo1 (30), jo2szo1 (40), muszo1 (60), jaszo (80)                                                         | Csak összetett szavaknál.                                                                                       |
| 20   | hata       | hatacsi (20), hatatari (20 ember), hatato2sze (20 év)                                                       | |
| 50   | i          | ika (50 nap)                                                                                                | |
| 100  | ho         | iho (500), ihoto2sze (500 év), ihojo2 (500 éjszaka), jaho (800), mi1ho (300), muho (600), ko2ko2no2ho (900) | Többszörös százasoknál és vegyes számoknál használatos. Gyakran jelenti a "sok” szót.                           |
| 100  | mo1mo1     | mo1mo1ka (több nap)                                                                                         | A nem többszörös százasokra és magára, a "100" –as számra használják. Gyakran megjelenik a „sok” jelentéseként. |
| 1000 | csi        | csito2sze (1000 év, sok év)                                                                                 | Gyakran használják a „sok” jelentéseként.                                                                       |

## Kézzel való számolás
A kézzel való számolás rendszerét két nagy csoportra lehet bontani: amikor magunknak számolunk, és amikor másoknak. A számolás kezdetekor a tenyér nyitva van, majd ahogy haladunk előre úgy hajlítjuk be az ujjainkat – először a hüvelykujjat -, míg az „ötöt” a zárt öklünk fogja jelezni. Hogy eljussunk a tízig, ugyanezt a procedúrát folytatjuk, csak fordítva. Vagyis a hatnál felemeljük a kisujjunkat (akárcsak a négynél), és így haladva a tízet a nyitott tenyerünk fogja jelenteni. Mivel ez a fajta számolás eléggé kétértelmű, ezért ezzel a módszerrel a japánok csak "magukban" számolnak. Amikor másoknak mutatják a számokat, akkor a tenyerük zárva van, az egynél felemelik a mutató ujjukat, kettőnél a középső ujjat, háromnál a gyűrűst, négynél a kisujjat, végül az ötnél a hüvelykujjat. Az ötnél nagyobb számokat úgy mutatják, hogy az egyik tenyerük nyitva van (ez az öt jele), és a többi ujjukat a tenyérük elé helyezik. Például a hat: nyitott tenyér + mutató ujj a tenyér előtt. A tíznél mindkét tenyerük nyitva van.

## Fordítás
- Ez a szócikk részben vagy egészben  a   Japanese numerals című angol Wikipédia-szócikk ezen változatának fordításán alapul.  Az eredeti cikk szerkesztőit annak laptörténete sorolja fel. Ez a jelzés csupán a megfogalmazás eredetét és a szerzői jogokat jelzi, nem szolgál a cikkben szereplő információk forrásmegjelöléseként.